# Marella Explorer
Die Marella Explorer ist ein Kreuzfahrtschiff von Marella Cruises, das 1996 als Galaxy für Celebrity Cruises in Dienst gestellt wurde. Von 2009 bis 2018 fuhr es als Mein Schiff und später Mein Schiff 1 für TUI Cruises. Das Schiff entspricht dem Panamax-Formfaktor und ist mit 76.998 BRZ vermessen.

## Geschichte

### Bau und Indienststellung

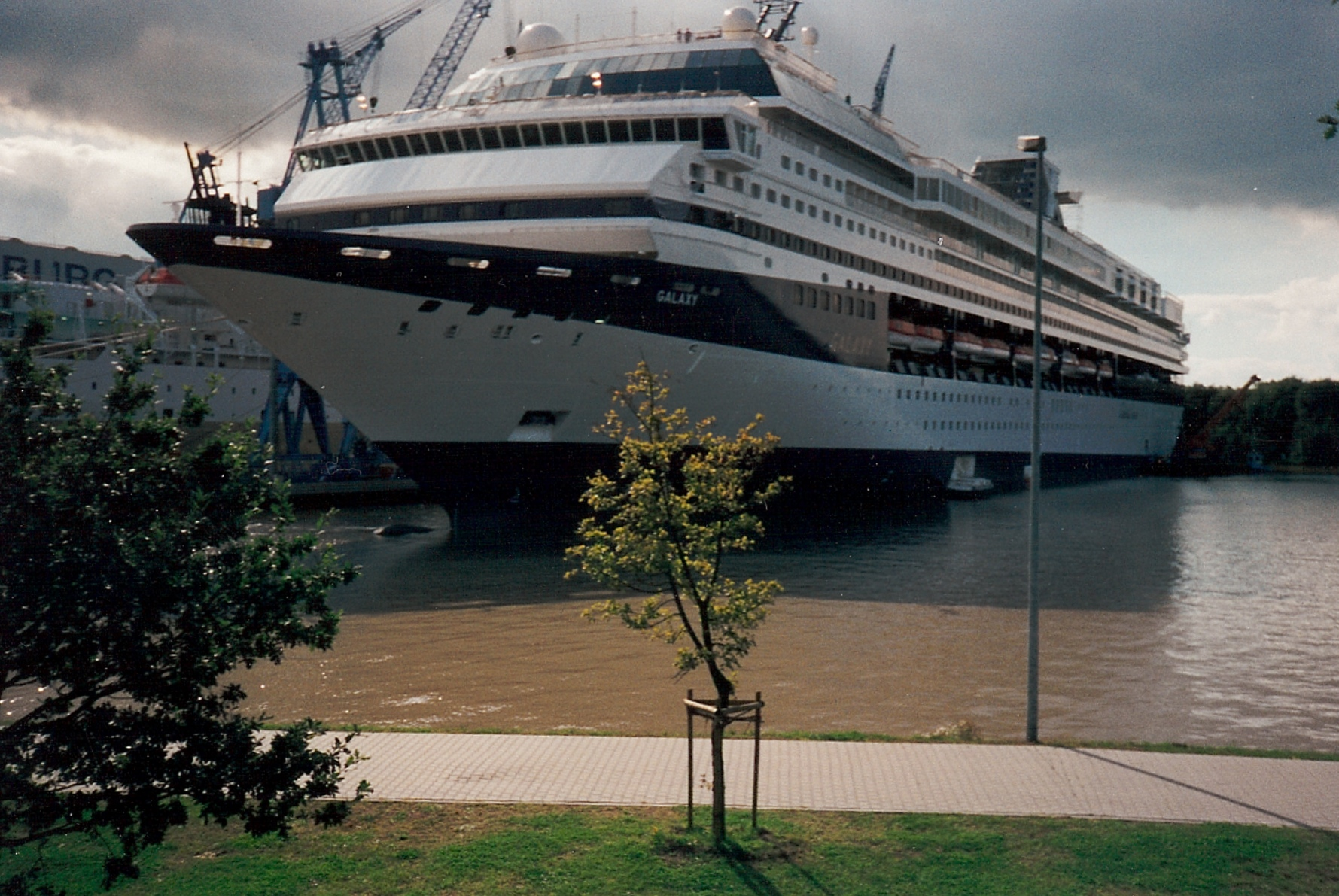
Die Galaxy am Ausrüstungskai der Meyer Werft in Papenburg (1996)

Das Schiff wurde am 25. Mai 1995 mit der Baunummer 638 als Galaxy bei der Meyer Werft in Papenburg als zweites Schiff der Century-Klasse auf Kiel gelegt. Im Vergleich zum Typschiff Century ist das Schiff jedoch etwa 15 Meter länger. Nach der Fertigstellung wurde das Schiff am 10. Oktober 1996 an Celebrity Cruises übergeben, die zu jener Zeit eine Tochtergesellschaft der traditionsreichen griechischen Reederei Chandris war. Das Schiff kam unter der Flagge Liberias mit Heimathafen Monrovia in Fahrt. Das Schiff begann seinen Dienst am 21. Dezember 1996 mit Kreuzfahrten von Florida in die Karibik. Es hatte zu diesem Zeitpunkt 13 Decks, 974 Passagierkabinen, vier Restaurants und sechs Bistros. Den Passagieren standen zehn Bars, zwei Lounges und 11.991 m² Sonnendeck zur Verfügung. Zur Führung und Wartung des Schiffes und zur Betreuung der Gäste befanden sich insgesamt 780 Besatzungsmitglieder an Bord.
Am 2. Juni 2001 wurde das Schiff Nahe IJmuiden am Propeller beschädigt. Die anschließende Reparatur führte bis zum 16. Juni 2001 Blohm + Voss in Hamburg aus.
Ab 2002 fuhr das Schiff unter der Flagge der Bahamas mit Heimathafen Nassau. Im Februar 2008 erhielt es den Namen Celebrity Galaxy und fährt seitdem unter der Flagge Maltas mit Heimathafen Valletta.

### Verkauf an TUI Cruises und Renovierung

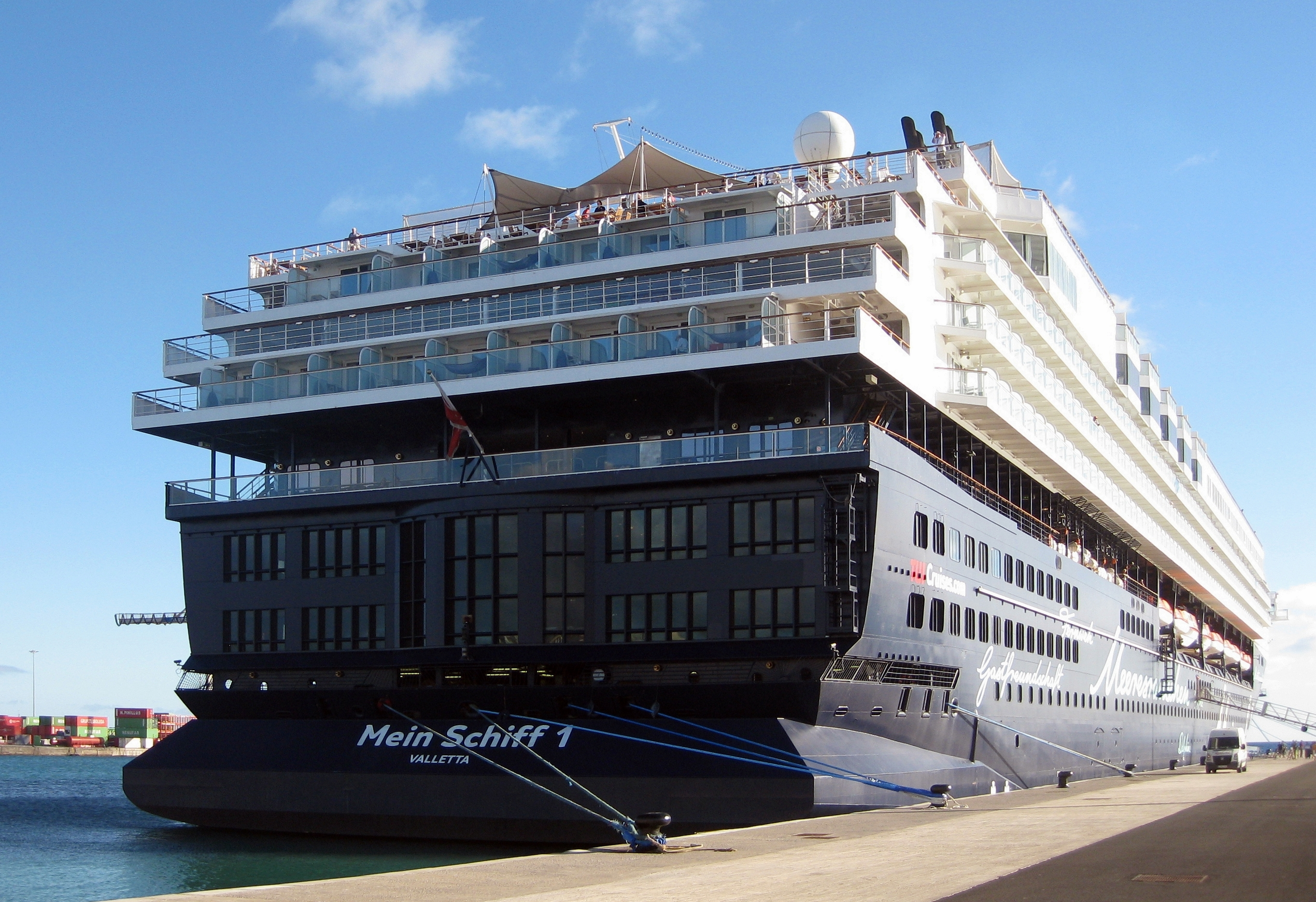
An der Pier in Puerto Del Rosario, Fuerteventura (2010), der nachträglich angebrachte „Ducktail“ mit dem Schriftzug des Namens ist gut erkennbar

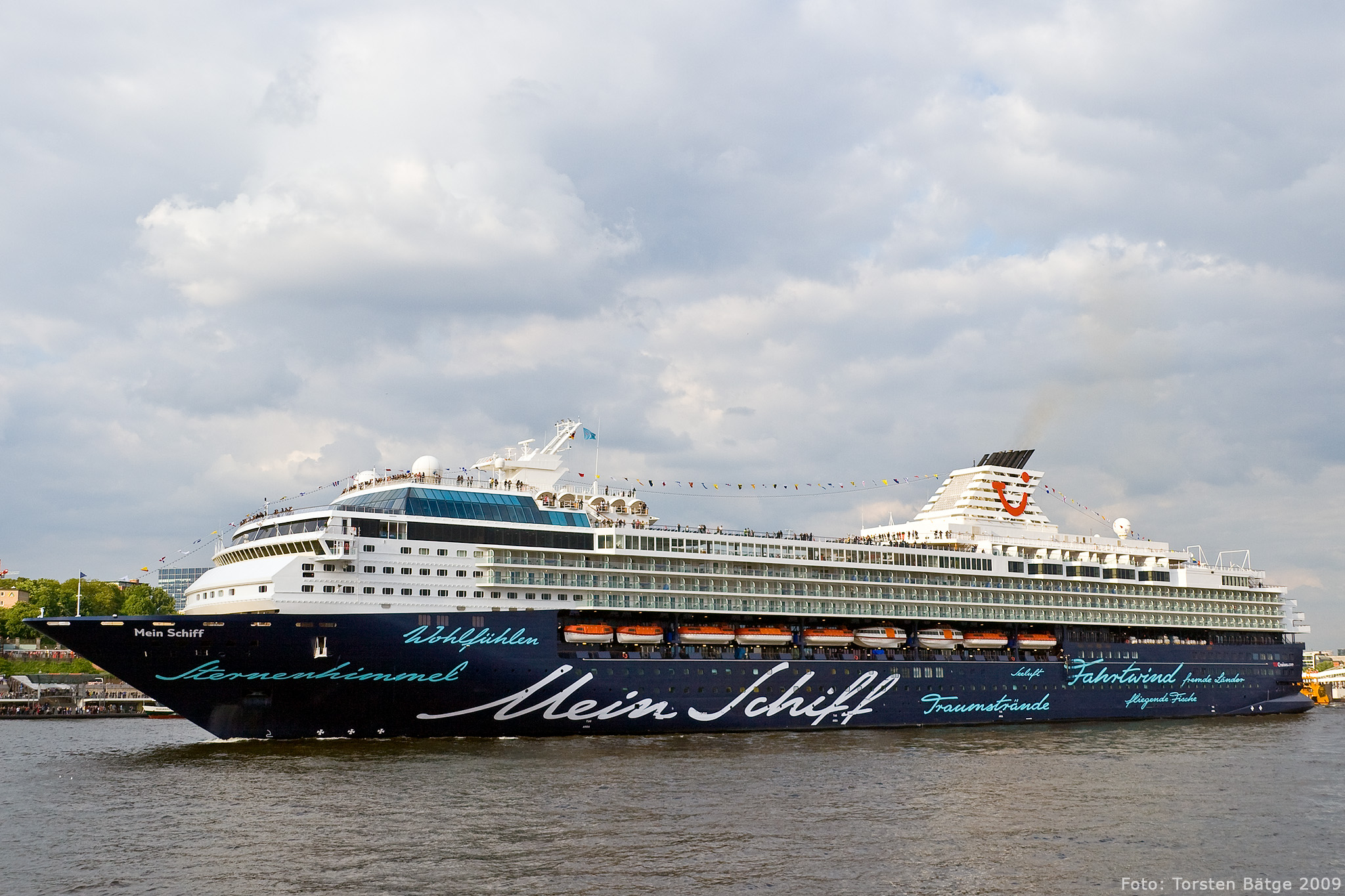
Die Mein Schiff verlässt Hamburg

Im April 2008 gab die Royal Caribbean Cruises Ltd., Muttergesellschaft der Celebrity Cruises, bekannt, dass die Celebrity Galaxy im März 2009 ihren Dienst für die Reederei beenden und anschließend an TUI Cruises, ein 50:50-Joint-Venture von TUI und Royal Caribbean Cruise Line, verkauft werde. Die Übergabe erfolgte am 18. März 2009 in San Juan (Puerto Rico). Über den Kaufpreis war Stillschweigen vereinbart worden.
Das Schiff wurde nach Bremerhaven überführt und von Ende März bis Anfang Mai 2009 in nur 38 Tagen im Trockendock der Lloyd Werft Bremerhaven für 50 Millionen Euro umgebaut. Das Interieur, einst auf den amerikanischen Geschmack abgestimmt, wurde weitgehend ausgetauscht und an den europäischen Markt angepasst. Um den engen Zeitplan zu bewerkstelligen, wurden bereits bei der Überführung nach Deutschland überflüssige Wände und Einbauten entfernt. In Bremerhaven wurden dann unter anderem 200 Balkone angebaut und 202 verlängert und in Veranden umgewandelt. Wegen des zusätzlichen Gewichts musste die Struktur teilweise angepasst und zum Ausgleich ein circa 380 Tonnen schwerer Stahlunterbau – ein sogenannter Ducktail – im Heckbereich eingezogen werden. Die Fläche des Spa-Bereichs wurde verdoppelt; Restaurants und Bar-Bereiche wurden erweitert und erneuert.
Am 15. Mai 2009 wurde die Galaxy in Mein Schiff umbenannt. Die erneute Taufe fand – auf plattdeutsch – durch Ina Müller am 15. Mai 2009 im Hamburger Hafen vor der Fischauktionshalle statt. Der Name ging als Sieger aus einem Wettbewerb hervor, den TUI Cruises in Kooperation mit der Illustrierten Bunte durchgeführt hatte. Das Schiff wurde unter maltesischer Flagge in Fahrt gebracht. Die Bordsprache war Deutsch.
Nach dem Umbau nahm die Mein Schiff als erstes Kreuzfahrtschiff von TUI Cruises mit einer Ostsee-Kreuzfahrt am 23. Mai 2009 den Fahrtbetrieb wieder auf. Am 11. September 2009 brach sie zur ersten regulären Kreuzfahrt von Hamburg entlang der westeuropäischen Küste in das Mittelmeer auf. Im November 2010 wurde die Mein Schiff in Mein Schiff 1 umbenannt.

### Wechsel zu Marella Cruises
Im Mai 2015 wurde entschieden, dass das Schiff 2018 bei TUI Cruises außer Dienst gestellt und durch den fünften Neubau ersetzt werden soll. Die neue Mein Schiff 1 ist 52 Meter länger als die vorherige Mein Schiff 1 und bei Doppelbelegung der Kabinen für 2894 Gäste ausgelegt. Im April 2018 führte die letzte Reise von Singapur nach Palma und endete am 11. April 2018. Am 13. April 2018 wurde das Schiff innerhalb der TUI Group an Marella Cruises übergeben und vom 14. April 2018 bis zum 13. Mai 2018 in Cádiz bei Navantia umgebaut. Die Mein Schiff 1 wurde Ende April 2018 in Marella Explorer umbenannt, nachdem sie zunächst den Namen TUI Explorer erhalten sollte.

## Maschinenanlage und Antrieb
Die Marella Explorer ist mit einer konventionell aufgebauten dieselmechanischen Antriebsanlage ausgerüstet. Diese besteht aus zwei Motorengruppen, die aus jeweils einem Sechszylinder- und einem Neunzylinder-Viertakt-Dieselmotor des Typs MAN 48/60B bestehen. Diese drehen mit 500/min und sind paarweise über Kupplungen der Bauart „Vulkan-Rato“ mit einem von Renk hergestellten Stirnradgetriebe verbunden. Jede Antriebsgruppe wirkt über eine Propellerwelle (Durchmesser: 614 mm) auf einen Vier-Blatt-Verstellpropeller mit einem Durchmesser von 5,80 m. Um Vibrationen und Geräusche zu minimieren, sind Motoren und Getriebe schwimmend gelagert. Abhängig von den jeweiligen Anforderungen (Geschwindigkeit, Wetterbedingungen) kann das Schiff in verschiedenen Antriebskonfigurationen betrieben werden.
Die Steuerung des Schiffes erfolgt über zwei Aktivruder. Als Manövrierhilfe sind im Bug drei und im Heck zwei Querstrahlanlagen installiert. Jede Anlage hat eine Leistung von 1.400 kW (ca. 1.900 PS). Zusammen mit den über Joysticks ansteuerbaren Aktivrudern kann die Marella Explorer auch ohne Schlepperunterstützung bequem manövriert werden. Um Rollbewegungen zu dämpfen, verfügt das Schiff über ein Paar Stabilisatoren von Blohm + Voss. Jede Flosse ist rund 6 m lang und hat eine wirksame Fläche von 15 m².
Der durchschnittliche Treibstoffverbrauch bei normaler Fahrt (15 kn) beträgt circa 60 t/d, bei Höchstgeschwindigkeit circa 140 t/d. Das Schiff hat eine Masse von 9.900 Tonnen, 7.700 Tonnen davon liegen unter der Wasserlinie.
Die Stromversorgung der Marella Explorer erfolgt im Normalbetrieb über vier separate Generatoren, die von Sechszylinder-Dieselmotoren des Typs MAN 40/54 mit einer Leistung von je 4.320 kW (circa 5875 PS) angetrieben werden. Bei Nichtverfügbarkeit der Dieselaggregate kann über zwei Wellengeneratoren, die an den Hauptgetrieben angeflanscht sind, eine elektrische Leistung von je circa 5.200 kVA bereitgestellt werden.
Der Strombedarf des Schiffs beträgt bei Temperaturen um die 20 °C circa 6.000 kVA. Bei höheren Außentemperaturen kann der Bedarf aufgrund der höheren Auslastung der Klimaanlage auf bis zu circa 12.000 kVA ansteigen.

## Kabinen und Bordeinrichtungen

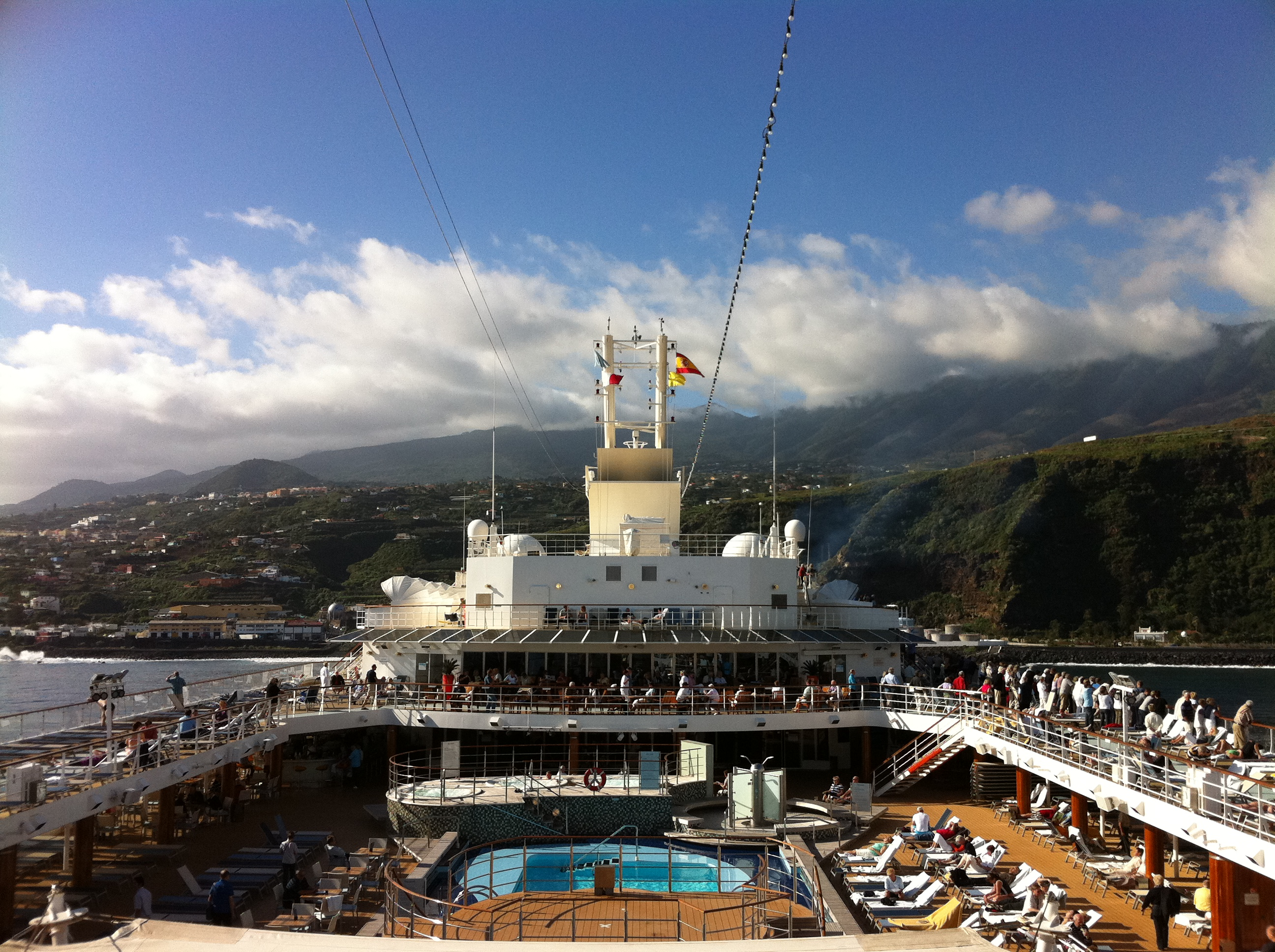
Blick auf Pool- und Sonnendeck (2010)

Die Marella Explorer verfügt auf sechs Decks über 307 Innen- und 655 Außenkabinen, von denen 430 einen Balkon haben. Die Bandbreite reicht hier von 16 m² großen Innenkabinen bis zu Suiten mit 49 m² mit zusätzlicher Veranda von 24 m².
Das Schiff hat 13 Decks, von denen die oberen zehn den Passagieren zugänglich sind. Es verfügt unter anderem über vier Restaurants, sechs Bistros sowie 13 Bars und Lounges verschiedener Ausrichtung mit einer Gesamtfläche von 4.743 m². Das Sonnendeck hat eine Grundfläche von rund 12.000 m², das Pooldeck 2200 m².
Verschiedene Sport-, Sonnen- und Entspannungsbereiche, sowie Spa- und Wellnessbereich mit finnischer Sauna für 54 Personen und Hamam von 1.700 m² sollen das Angebot vervollkommnen, das Indoor-Cycling und Kardiotraining anbietet. Im Außenbereich finden sich ein Golfsimulator, ein Basketballfeld und ein Joggingpfad. Außer den Unterhaltungs-, Spiel- und einer Reihe von Informationsangeboten verfügt das Schiff über alle üblichen Einrichtungen wie einem Hospital oder Einkaufsmöglichkeiten. Dazu gehören auch Bibliothek, Theater, Internetterminals, Kolleg und Konferenzraum.

## Trivia

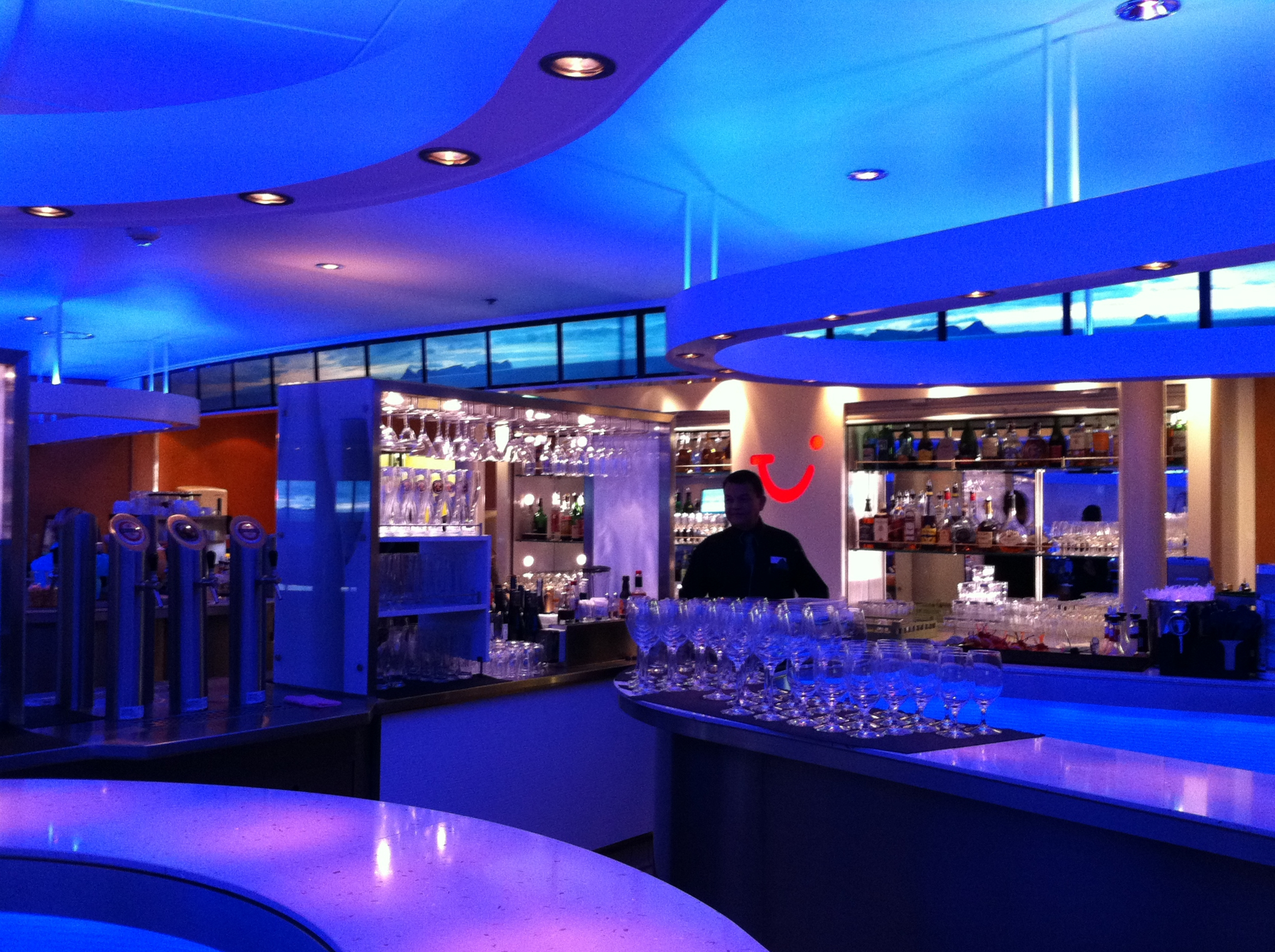
TUI-Bar auf Deck 6

- Im Rahmen der Kochsendung Die Küchenschlacht drehte das ZDF vom 20. bis 30. September 2009 insgesamt zehn Folgen der Sendung auf dem Schiff.
- Der Musiker Udo Lindenberg nutzte die Mein Schiff 1 im Mai und August 2010 als Veranstaltungsort für Rockkonzerte im Rahmen einer Kreuzfahrt. Für die Idee des Rock-Liners wurde Lindenberg mit dem Sonderpreis des Kreuzfahrt-Guide-Award ausgezeichnet.[19] Spätere Rock-Liner fanden auf anderen Schiffen der TUI Cruises-Flotte statt.
- Das Team des Wacken Open Airs veranstaltete von 2013 bis 2016 an Bord die Heavy-Metal-Festivalreihe Full Metal Cruise.[20]  Nach dem Wechsel der Mein Schiff 1 zu Marella Cruises wurden die Reisen auf die Mein Schiff 2 und die Mein Schiff 3 verlegt.
- Im Jahr 2010 war die Mein Schiff Drehort einer Folge der ZDF-Serie Der Landarzt.[21][22]
- Eine Pilotfolge der als Serie konzipierten ARD-Show Das Hochzeitsschiff wurde im April 2010 auf der Mein Schiff gedreht (Produktion: hr); weitere Sendungen wurden jedoch nicht produziert.[23][24]
- Da das Schiff unter maltesischer Flagge fährt, ist der Kapitän befugt, rechtsgültige Trauungen zu schließen. Bis Dezember 2010 fanden an Bord fast 50 Zeremonien statt.